# Villa Camuzzi
La villa Camuzzi, appelée en italien Casa Camuzzi, est un bâtiment situé dans le village de Montagnola (commune de Collina d'Oro), dans le canton du Tessin, en Suisse.

## Histoire
La villa a été construite au milieu du XIXe siècle par l'architecte tessinois Agostino Camuzzi qui a travaillé, entre autres, sur le palais de l'Ermitage à Saint-Pétersbourg. Son inauguration a eu lieu en 1853.
Pendant le XXe siècle, le bâtiment est occupé par plusieurs personnalités de l'art et de la littérature : le prix Nobel Hermann Hesse de 1919 à 1931, l'artiste peintre et illustrateur Gunter Böhmer de 1933 jusqu'à sa mort en 1986, le peintre Hans Purrmann de 1944 à 1950 et enfin, dans les années 1970, l'écrivain Hermann Burger.
L'écrivain Hermann Hesse a mentionné la villa dans son récit Klingsors letzter Sommer. Un musée lui est d'ailleurs consacré dans le village de Montagnola.
Le bâtiment est encore, au XXIe siècle, une propriété privée. Il est inscrit comme bien culturel suisse d'importance nationale.

## Référence
1. ↑  [PDF] « Inventario svizzero dei beni culturali d’importanza nazionale »

## Source
- (de) Cet article est partiellement ou en totalité issu de l’article de Wikipédia en allemand intitulé « Casa Camuzzi » (voir la liste des auteurs).